# Bistum Kolwezi
Das Bistum Kolwezi (lat.: Dioecesis Koluezensis, frz.: Diocèse de Kolwezi) ist eine in der Demokratischen Republik Kongo gelegene römisch-katholische Diözese mit Sitz in Kolwezi.

## Geschichte
Das Bistum Kolwezi wurde am 11. März 1971 durch Papst Paul VI. mit der Apostolischen Konstitution Qui beatissimo aus Gebietsabtretungen des Bistums Kamina errichtet und dem Erzbistum Lubumbashi als Suffraganbistum unterstellt.

## Bischöfe von Kolwezi
- Victor Petrus Keuppens OFM, 1971–1974
- Floribert Songasonga Mwitwa, 1974–1998, dann Erzbischof von Lubumbashi
- Nestor Ngoy Katahwa, 2000–2022
- Richard Kazadi Kamba, seit 2022